# Catharina Bruns

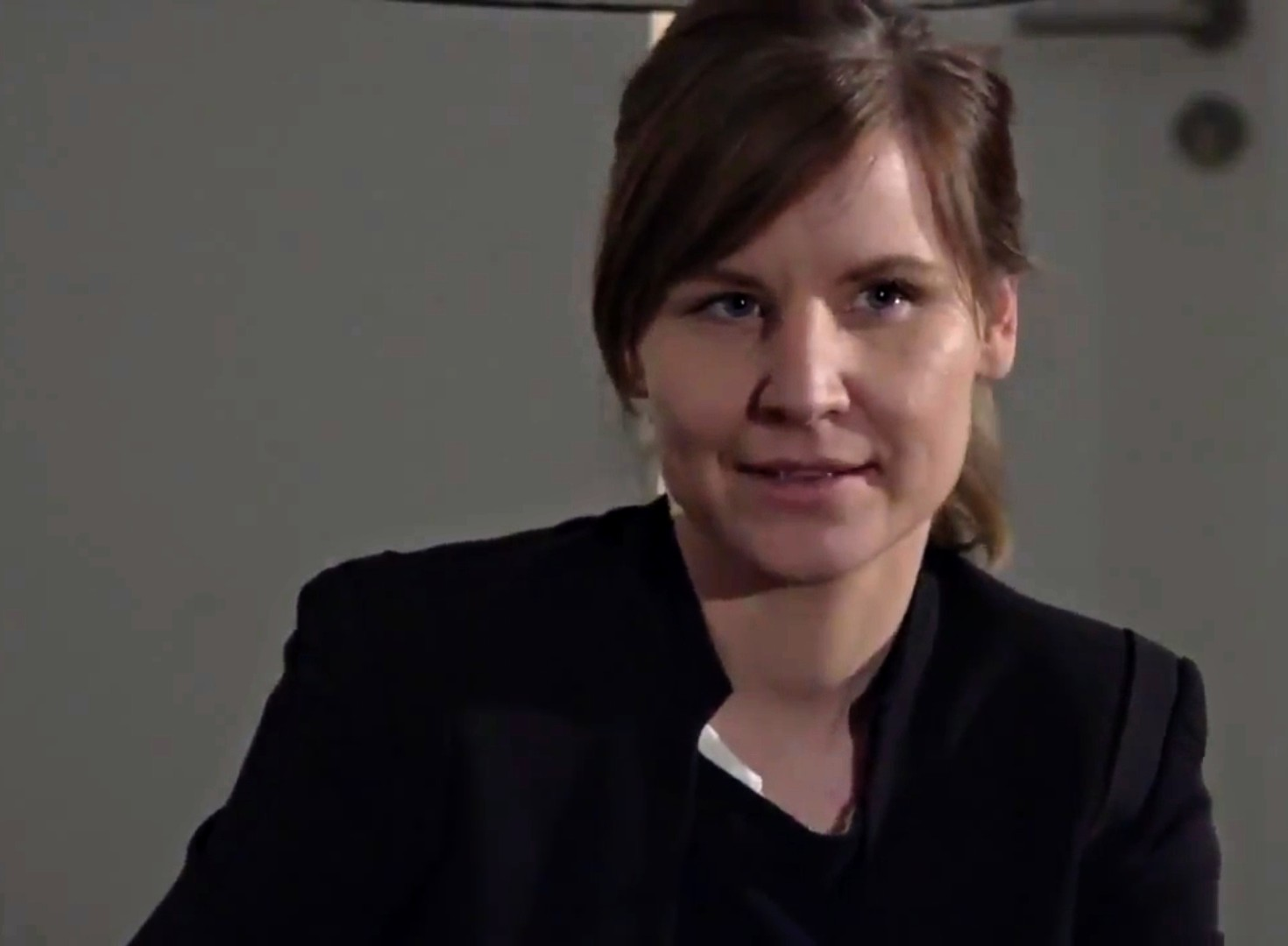
Catharina Bruns (2016)

Catharina Bruns (* 1979 in Hamburg) ist eine deutsche Unternehmerin und Sachbuchautorin.
Bruns hat in Hamburg Medienkultur studiert. Sie arbeitete im Online-Marketing und Designbereich in Irland und den USA.
Zusammen mit Sophie Pester ist sie Gründerin des Do-it-yourself-Unternehmens „supercraft“, der Designplattform und Notizbuchmanufaktur „Lemon Books“ sowie einem Studio für Unternehmensentwicklung und Entrepreneurship für Selbstständige “Happy New Monday”. Mit Sophie Pester veranstaltet sie zudem jährlich den Design-Markt “hello handmade” in Hamburg. In ihrem Buch Work is not a job entwirft sie einen Begriff von Arbeit, der auf Selbstermächtigung beruht.
Sie lebt und arbeitet in Berlin.

## Publikationen
- Work is not a job, Campus-Verlag, 2013, ISBN 978-3-593-39800-6
- zusammen mit Sophie Pester und Anne Deppe: Supercraft, Dorling Kindersley, 2015, ISBN 978-3-8310-2748-4
- zusammen mit Sophie Pester: Kreative Weihnachten: basteln, schenken, dekorieren, Dorling Kindersley, 2016, ISBN 978-3-8310-3112-2
- zusammen mit Sophie Pester: Frei sein statt frei haben, Campus-Verlag 2016, ISBN 978-3-593-50515-2